# د سیویل وارز
د سیویل وارز (انگلیسی: The Civil Wars) یک گروه موسیقی کانتری دونفره متشکل از جوی ویلیامز و جان پل وایت است. د سیویل وارز در سال ۲۰۰۸ شکل گرفت، تا قبل از جدایی آن‌ها در سال ۲۰۱۴، چهار جایزه گرمی را از آن خود کرده بودند.